# Glandirana minima
Espèce
Synonymes
- Rana minimus Ting & T'sai, 1979
- Rana minima Ting & T'sai, 1979

Statut de conservation UICN

 EN  : En danger
Glandirana minima est une espèce d'amphibiens de la famille des Ranidae.

## Répartition
Cette espèce est endémique de l'Est de la province de Fujian en Chine. Elle se rencontre entre 110 et 550 m d'altitude, :
- à Fuqing, à Changle et dans le xian de Yongtai dans la préfecture de Fuzhou ;
- dans le xian de Xianyou dans la préfecture de Putian.

## Publication originale
- Ting & T'sai, 1979 : A new species of frog (Rana minimus) from Fujian Province. Acta Zootaxonomica Sinica, vol. 1979, no 3, p. 297-300.